# Diacme liparalis
Diacme liparalis is een vlinder uit de familie van de grasmotten (Crambidae), uit de onderfamilie van de Spilomelinae. De wetenschappelijke naam van deze soort is voor het eerst voorgesteld als Samea liparalis door Achille Guenée in een publicatie uit 1854.
De soort komt voor in Brazilië.